# Wasserfläche mit Gehölz und Schilf bei Darmstadt-Arheilgen
Die Wasserfläche mit Gehölz und Schilf ist ein Naturdenkmal am Ostrand der Gemarkung Darmstadt-Arheilgen.

## Geomorphologie

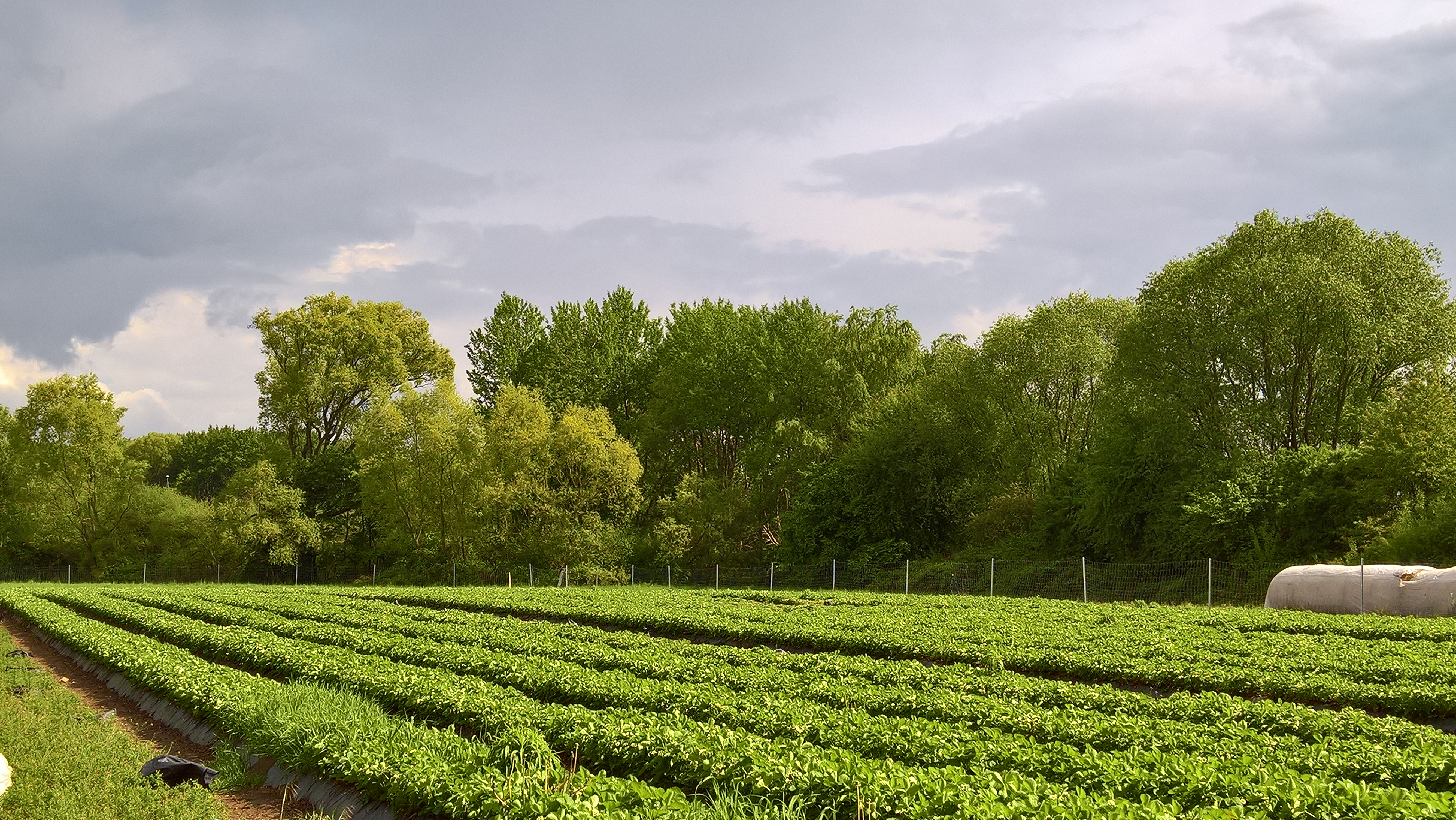
Der nördliche Teil des Naturdenkmals im Gewann Auf der Platte

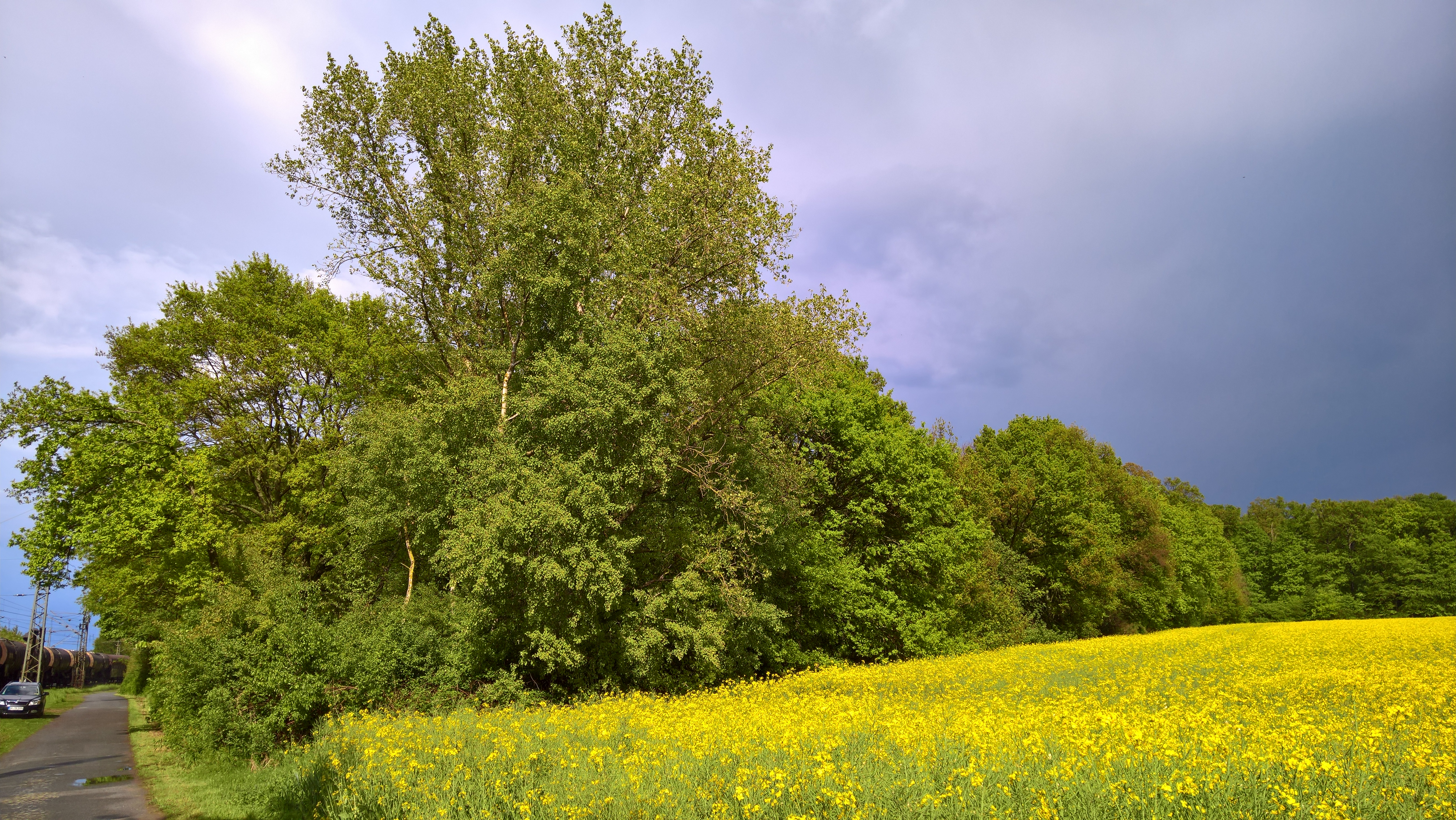
Der sich südöstlich des ehemaligen Rangierbahnhofes befindende Teil im Gewann An der Kieskaute

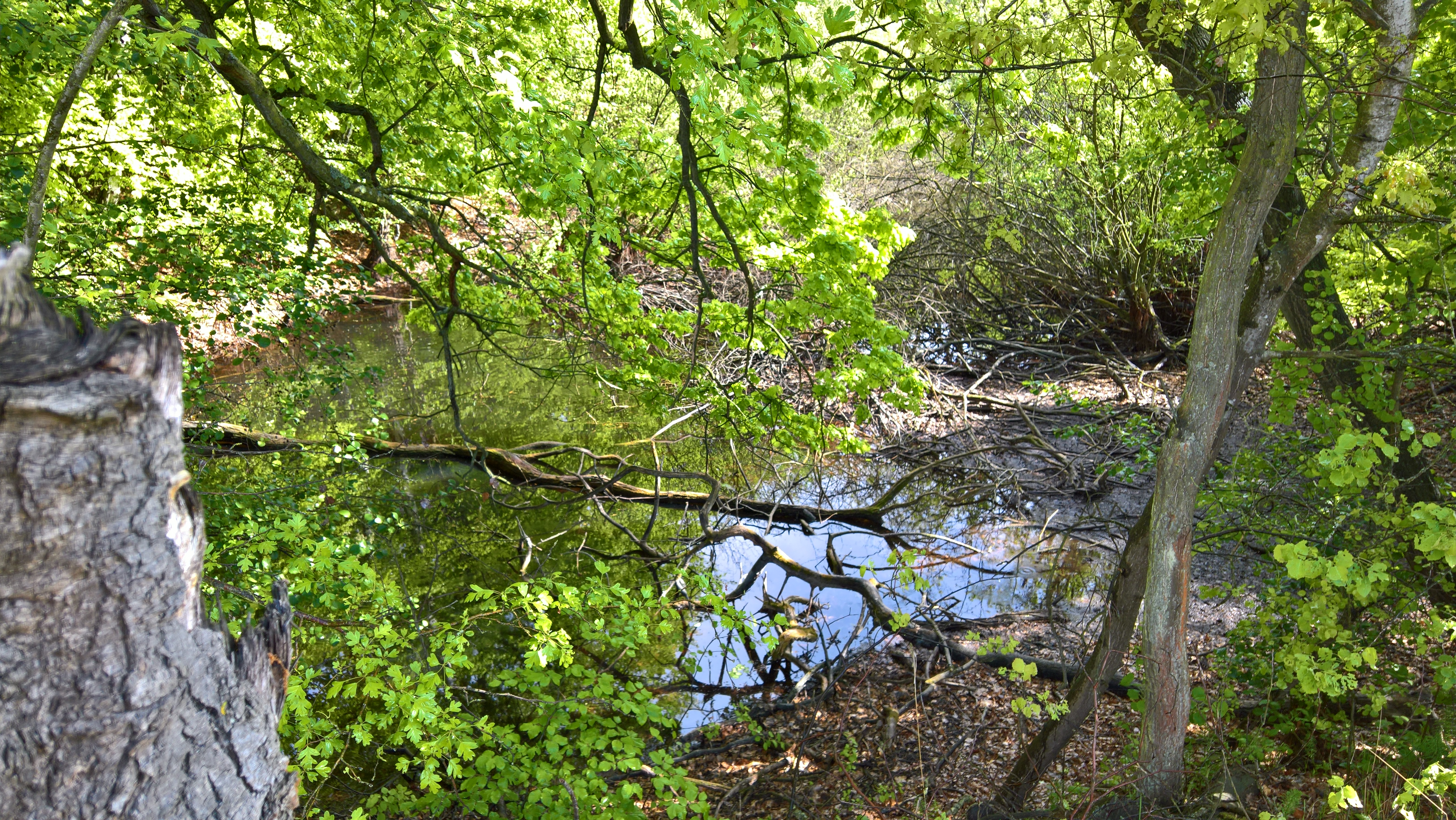
Uferbereich am Teich im Naturdenkmal

Der größte Teil des Areals (Gewannbezeichnung: „An der Kieskaute“) befindet sich südöstlich der Bahnlinie Darmstadt-Aschaffenburg, ein kleiner Teil (Gewannbezeichnung: „Auf der Platte“) befindet sich nordwestlich der Eisenbahnlinie.
Daneben gibt es auf dem Areal einen Feldweg.
Botanisch lässt sich das Gebiet in 3 Ökotope gliedern:
1. eine Teichzone
2. eine verwilderte Streuobstwiesenregion
3. eine Ruderalfläche

## Teich und Flora
Der Teich (Gewannbezeichnung: „Strohhauer Teich“) hat mehrere Schilfzonen und ist von den typischen Gehölzen einer Weichholzaue umgeben:
1. Schwarz-Erle
2. Weide
3. Zitterpappel

## Fauna in der Teichzone
Bedrohte Tierarten in der Teichzone:
1. Fischreiher
2. gemeine Erdkröte
3. Libellen
4. Marder
5. Ringelnatter
6. Roter Milan

## Naturdenkmal
Seit 1956 ist das Areal ein Naturdenkmal. Schutzgrund ist die Erhaltung als Amphibien- und Reptilienschutzgebiet.